# Boğaziçi (Baklan)
Boğaziçi (früher Çalkebir) ist eine Kleinstadt im Landkreis Baklan der türkischen Provinz Denizli. Boğaziçi liegt etwa 58 km nordöstlich der Provinzhauptstadt Denizli und 11 km südwestlich von Baklan. Boğaziçi hatte laut der letzten Volkszählung 838 Einwohner (Stand Ende Dezember 2010).